# 杉津站
杉津站（日语：／ Suizu eki */?）是位於福井縣敦賀市杉津，日本國有鐵道（國鐵）北陸本線舊線的鐵路車站（廢站）。

## 歷史
- 1896年（明治29年）7月15日：國有鐵道 敦賀至福井之間開通，此站啟用[1]。當時為一般車站[1]。
- 1960年（昭和35年）8月1日：結束貨運和行李起卸業務（變為客運車站）[1]。
- 1962年（昭和37年）
  - 6月2日：決定把舊線的廢除儀式於此站進行。
  - 6月9日：隨著敦賀至今庄之間使用新線，當天早上後暫停營業[2]。在當天早上尾班車離開後，職員一同步行至路軌上，把御神酒（日语：神酒）灑在路軌上。也進行了交換告別酒杯的儀式。
  - 6月10日：車站正式廢除[1]。

## 車站構造
此站為地面車站，在狹窄的空間中設有3面4線的相對式月台（包括包含中央通過線的3線和靠海的1線）。各月台均設有候車室。靠海的1線是待避線，經常有除雪車停泊。站舍位於距離海較遠的地方。由於車站附近沒有並行道路，因此當路線不能通行時，只可以徒步越過崎嶇山路。

## 現狀
車站遺址在1980年（昭和55年）變成北陸自動車道的杉津停車區上行線，在該處還有一些販賣鐵路相關商品的角落。在北陸隧道開通之際，替代巴士路線沒有在此站附近停靠，該巴士路線在海邊行走。

## 相鄰車站
日本國有鐵道（國鐵）
北陸本線
新保－（葉原信號場）－杉津－（山中信號場）－大桐

## 注腳
1. 1 2 3 4 5 6  石野哲 (编).  初版. JTB. 1998-10-01: 145. ISBN 978-4-533-02980-6 （日语）.
2. 1 2 3  鈴木文彥. . 鐵道雜誌 (鐵道雜誌社). 1999-2, 33 (2): 38–40 （日语）.
3. ↑  木內信藏; 有末武夫 (编). . （写真と図解の学習シリーズ） 6. 山田書院. 1963-11-15: 74  [2024-04-03]. （原始内容存档于2023-08-07） （日语）.
4. ↑  山本真喜夫(2015年3月5日). “駅跡地 鉄道風景しのんで 北陸道杉津PA35周年 ポストカード配布”. 中日新聞 (中日新聞社)

## 相關項目
- 日本鐵路車站列表 Su